# Gare de Kolosivka
La gare de Kolosivka (ukrainien : Станція Колосівка) est une gare ferroviaire située dans la ville de Tokarivka en Ukraine.

## Histoire

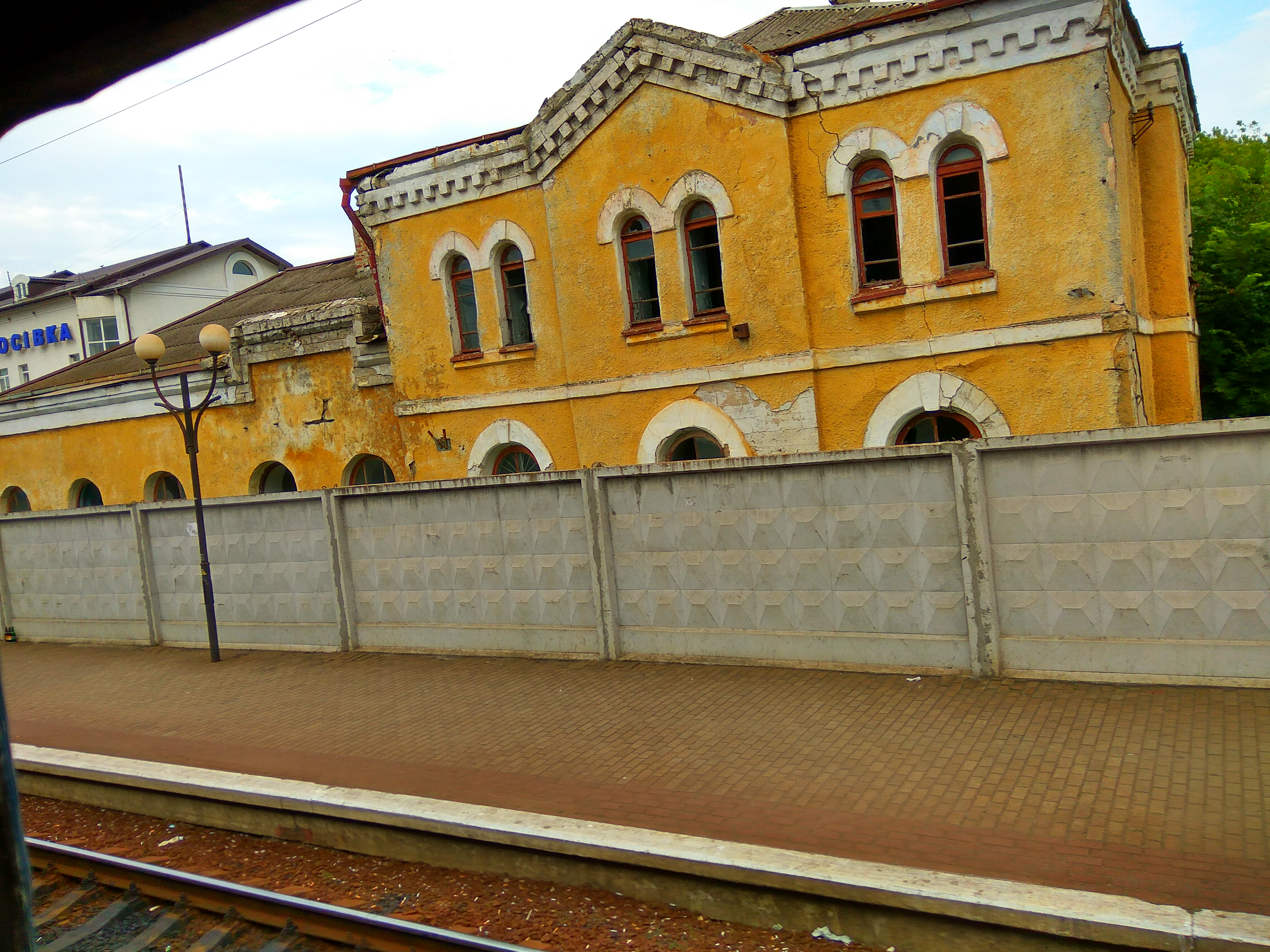
L'ancienne gare classée.

La gare est ouverte en 1914.